# Туоминен, Яссе
Яссе Туоминен (фин. Jasse Tuominen; род. 12 ноября 1995, Лахти, Хяме) — финский футболист, нападающий клуба «Брук-Бет Термалика». Выступал за сборную Финляндии.

## Клубная карьера
Дебют Туоминена в главной команде «Лахти» состоялся 1 февраля 2013 года в поединке Кубка лиги против ТПС из Турку (0:0). Кстати, в том сезоне не хватающий звезд с неба «Лахти» стал победителем третьего по значимости национального турнира. Правда, в финале Яссе задействован не был, чего не скажешь о решающем поединке Кубка Лиги-2016, в котором Туоминен отыграл от звонка до звонка против СИКа. Дело дошло до серии пенальти, и «Лахти» оказался сильнее — 4:3.
Вообще же в сезонах-2013-14 Туоминен защищал цвета преимущество второй команды «Лахти», выступавшей в третьем по рангу дивизионе. Весной 2015 года Туоминен был отдан в аренду представителю второй лиги Миккелин Паллоильят из Миккели. Там Яссе находился до конца лета. Его качественная игра явилась сигналом для боссов «Лахти», которые в спешном порядке отозвали футболиста в основную команду — во всех шести осенних поединках Туоминен появлялся в стартовом составе.
В чемпионате Финляндии-2016 Яссе стал не просто лидером, а лучшим бомбардиром «Лахти» (10 голов).
В 2017 года перешёл в белорусский клуб БАТЭ, контракт был подписан на 3 года. В начале декабря 2019 года покинул клуб в статусе свободного агента.
16 декабря 2019 года подписал контракт с шведским клубом «Хеккен».

## Карьера в сборной
За несколько лет Туоминен прошел путь от юниорской до национальной сборной Финляндии. Дебют за главную команду страны состоялся 9 января 2017 года в контрольном поединке против сборной Марокко (1:0) — Яссе вышел на замену на 73-й минуте. А спустя три дня сыграл заключительные 30 минут спарринга со сборной Словении (0:2).

## Достижения
«Лахти»
- Обладатель Кубка финской Лиги (2): 2013, 2016

БАТЭ
- Чемпион Белоруссии (2): 2017, 2018